# Missione civilizzatrice
Con il francese mission civilisatrice (in italiano "missione civilizzatrice") si intende la logica di intervento o colonizzazione, che pretendeva di contribuire alla diffusione della civiltà in relazione all'occidentalizzazione delle popolazioni indigene nel periodo che va dal XV al XX secolo. 
In particolare, essa era il principio alla base del dominio coloniale francese e portoghese dalla fine del XV secolo fino alla metà del XX secolo. Si diffuse nelle colonie francesi di Algeria, Africa occidentale francese e Indocina e nelle colonie portoghesi di Angola, Guinea, Mozambico e Timor. Tuttavia, idee simili erano presenti anche in Inghilterra, Germania, negli Stati Uniti e in molti altri paesi imperialisti. Le potenze coloniali sentivano che era loro dovere morale portare la civiltà occidentale a coloro che percepivano come popoli arretrati. Anziché limitarsi a governare i popoli coloniali, i colonizzatori tentarono, quindi, di occidentalizzarli secondo un'ideologia coloniale nota come "assimilazione".

## Origini intellettuali
Le origini intellettuali della mission civilisatrice risalgono alla tradizione cristiana del Medioevo. I pensatori europei avevano naturalizzato il cambiamento sociale usando la metafora dello sviluppo. Nel XVIII secolo, la storia venne vista come un processo non lineare, senza fine, inevitabile di evoluzionismo sociale con il progresso delle nazioni europee. I colonialisti vedevano le nazioni "arretrate" come intrinsecamente incapaci. Pensatori "progressisti" come il Marchese de Condorcet avevano postulato il santo dovere di aiutare quei popoli "che, per civilizzarsi, aspettavano solo di ricevere i mezzi da noi, di trovare fratelli tra gli europei e di diventare loro amici e discepoli".
Le opinioni evoluzioniste sopravvissero al colonialismo. I teorici della modernizzazione dichiararono che le usanze tradizionali dovevano essere distrutte, le società tradizionali dovevano adattarsi o scomparire.
Le critiche allo sviluppo vedono quindi lo sviluppo come continuazione della missione di civilizzazione coloniale. Essere civilizzati ha sempre significato diventare "come noi", quindi "civilizzare" significava che nel lungo periodo tutte le società dovevano diventare società di consumo e rinunciare alle loro tradizioni e abitudini native. 

## Per stato

### Colonialismo francese
Uno dei primi sostenitori di questa idea fu il leader politico repubblicano francese Jules Ferry. La parità di diritti e la cittadinanza furono estese ai popoli che adottarono la cultura francese, incluso l'uso primario della lingua francese nelle loro vite, indossando abiti occidentali e convertendosi al cristianesimo. Nonostante fosse garantita la cittadinanza francese ai residenti dei "Quattro Comuni" (Dakar, Saint-Louis, Gorée e Rufisque), la maggior parte degli Africani occidentali non adottò la cultura o il cristianesimo francese. Dopo la prima guerra mondiale, "associazione" ha sostituito "assimilazione" come principio fondamentale delle relazioni coloniali. Si pensava che la cultura francese potesse esistere in associazione con le società indigene e che queste colonie potessero e volessero associarsi liberamente con la Francia nell'Unione francese. 

### Colonialismo britannico
Anche se gli inglesi non inventarono il termine, l'idea di "missione civilizzatrice" era altrettanto importante per giustificare il loro colonialismo. Fu usato per spiegare il dominio britannico sui colonizzati, specialmente quando l'impresa coloniale non era molto redditizia.
L'idea che gli inglesi stessero portando la civiltà nelle aree "incivili" del mondo è notoriamente espressa nella poesia di Rudyard Kipling The White Man's Burden. 

### Colonialismo olandese
La politica etica olandese (Ethische Politiek) fu la politica ufficiale del governo coloniale dell'Indonesia dal 1901 fino all'occupazione giapponese del 1942. Nel 1901, la regina olandese Wilhelmina annunciò che i Paesi Bassi avevano accettato una responsabilità etica per il benessere dei loro soggetti coloniali. Questo annuncio era in netto contrasto con l'ex dottrina ufficiale secondo cui l'Indonesia era una wingewest (regione per fare profitto). Segnò l'inizio della moderna politica di sviluppo, mentre altre potenze coloniali parlavano di una missione civilizzatrice, che riguardava principalmente la diffusione della loro cultura ai popoli colonizzati. 
La politica etica olandese amava sottolineare il miglioramento delle condizioni di vita materiali dei popoli colonizzati. Questa politica etica soffrì, tuttavia, di un grave sottofinanziamento, a fronte di grandi aspettative e di una generale mancanza di accettazione nell'establishment coloniale olandese, e in gran parte cessò di esistere con l'inizio della Grande depressione nel 1929.

### Colonialismo USA
Il concetto di “missione civilizzatrice” sarebbe stato adottato anche dagli Stati Uniti durante l'età del nuovo imperialismo alla fine del XIX secolo e all'inizio del XX secolo. 
Tali progetti di civilizzazione includevano l'annessione delle Filippine agli Stati Uniti nel periodo successivo alla guerra ispano-americana nel 1898. L'amministrazione McKinley dichiarò che la posizione degli Stati Uniti nelle Filippine era troppo "sovrintendente alla creazione di un governo civile" sul modello degli Stati Uniti. Ciò avrebbe previsto l'adozione di un processo di civilizzazione, che avrebbe incluso una "riforma medica" in cui gli ufficiali di sanità pubblica americani si proponevano di addestrare i filippini nativi alle "tecniche corrette del corpo". Altre "riforme radicali e ambiziosi progetti di lavori pubblici" comprendevano l'implementazione di un sistema scolastico pubblico gratuito.
Simili tattiche di "civilizzazione" furono applicate nella colonizzazione americana di Porto Rico nel 1900. Ciò includeva ampie riforme come la legalizzazione del divorzio nel 1902, nel tentativo di instillare ideali americani nella popolazione dell'isola per "legittimare l'ordine coloniale emergente".
I vantaggi per la nazione colonizzata erano riassumibili nella seguente lista: "maggiore sfruttamento delle risorse naturali, aumento della produzione di beni materiali, aumento degli standard di vita, maggiore redditività del mercato e stabilità socio-politica".
Tuttavia, l'occupazione americana di Haiti nel 1915 avrebbe mostrato anche un lato oscuro della missione civilizzatrice americana. La storica Mary Renda ha sostenuto che l'occupazione degli Stati Uniti ad Haiti era esclusivamente per "scopi di sfruttamento economico e vantaggio strategico" piuttosto che per fornire ad Haiti "protezione, istruzione e sostegno economico".

### Colonialismo portoghese
Dopo aver consolidato il suo territorio nel XIII secolo con la conquista degli stati musulmani della penisola iberica occidentale, il Regno del Portogallo iniziò ad espandersi. Nel 1415, Ceuta venne occupata durante il regno di Giovanni I del Portogallo. L'espansione portoghese nel Nordafrica fu l'inizio dell'impero d'oltremare, che includeva l'espansione del cristianesimo nelle terre musulmane e il desiderio di nobiltà per atti epici di guerra e conquista con il sostegno del Papa. 
Man mano che l'influenza portoghese si estese fino alle coste della Mauritania, della Senegambia (nel 1445) e della Guinea, vennero creati uffici commerciali. Invece di diventare concorrenti diretti dei commercianti musulmani, sfruttarono le opportunità di mercato in Europa e nel Mediterraneo per aumentare gli scambi commerciali attraverso il Sahara. Inoltre penetrarono all'interno dell'Africa attraverso i fiumi Senegal e Gambia, che attraversavano rotte trans-sahariane antiche. I mercanti esportavano rame, stoffa, attrezzi, vino e cavalli, ai quali si aggiunsero in seguito anche armi e munizioni. In cambio, i portoghesi importavano oro (trasportato dalle miniere dei depositi di Akan), pepe (un commercio che durò fino a quando Vasco da Gama raggiunse l'India nel 1498) e avorio. Fu solo quando raggiunsero la costa del Congo nel 1480 che uscirono dal territorio commerciale musulmano in Africa. 
Marinai, mercanti, cartografi, sacerdoti e soldati avevano il compito di stabilirsi sulle aree costiere e costruire chiese, fortezze, fabbriche, insediamenti e stazioni commerciali, nonché esplorare terre e mari sconosciuti. La Società della Guinea fu fondata come istituzione governativa per controllare il commercio e fu Casa da Guiné o Casa da Guiné e Mina dal 1482 al 1483 e Casa da Índia e da Guiné dal 1499. 
Elmina venne fondata nella Costa d'oro portoghese nel 1482 e presto divenne un importante centro commerciale. Il castello di Elmina (originariamente castello di São Jorge da Mina) fu modellato sul Castello di San Giorgio, una delle prime residenze reali di Lisbona. All'inizio dell'era coloniale c'erano 40 forti che operavano lungo la costa, che fungevano da postazioni commerciali, raramente avamposti militari, tuttavia le armi e le munizioni venivano immagazzinate prima di essere commerciate. L'esplorazione portoghese del XV secolo della costa africana è considerata il precursore del colonialismo e segnò l'inizio del commercio di schiavi nell'Atlantico, l'evangelizzazione missionaria cristiana con i primi processi di globalizzazione che sarebbe diventata un elemento importante del colonialismo europeo fino alla fine del XVIII secolo. 
Sebbene la politica dell'Impero portoghese nei confronti dei popoli indigeni nei luoghi meno tecnologicamente avanzati del mondo (soprattutto in Brasile) fosse sempre stata dedicata all'inculturazione, incluso l'insegnamento e l'evangelizzazione, nonché alla creazione di nuove infrastrutture, ciò raggiunse il limite dopo il XVIII secolo, in quella che era l'Africa portoghese e il Timor portoghese. Le nuove città e i villaggi furono presumibilmente progettati per ospitare i coloni con infrastrutture ispirate all'Europa, che comprendevano sale amministrative, militari, sanitarie, educative, religiose e imprenditoriali. 

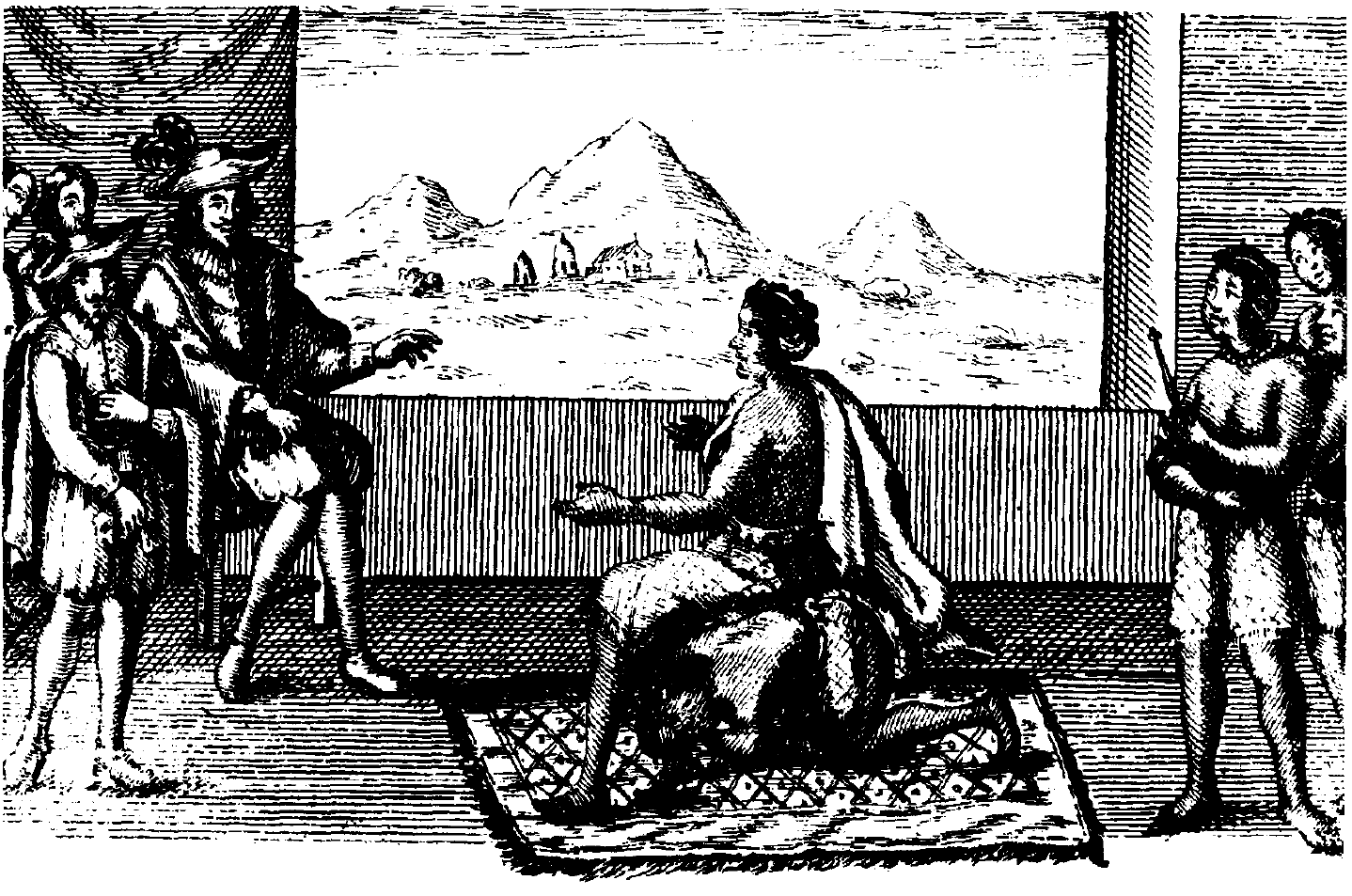
La regina Ana de Sousa Nzingha Mbande nei negoziati di pace con il governatore portoghese a Luanda, 1657

L'esploratore portoghese Paulo Dias de Novais fondò Luanda nel 1575 come "San Paolo de Loanda", con almeno 300 coloni e 400 soldati e Benguela venne fondata nel 1617. I portoghesi costruirono numerosi insediamenti, fortezze e stazioni commerciali lungo le coste dell'Africa. Nell'isola del Mozambico, uno dei primi luoghi in cui i portoghesi si stabilirono nell'Africa subsahariana, nel 1522 costruirono la Cappella di Nossa Senhora de Baluarte, considerata l'edificio europeo più antico dell'emisfero meridionale. Successivamente l'ospedale, un maestoso edificio neoclassico costruito nel 1877, con un giardino decorato con stagni e fontane, fu per molti anni il più grande ospedale a sud del Sahara.
L'istituzione di una società doppia fu formalmente riconosciuta nel Estatuto do Indigenato (Statuto delle popolazioni indigene) adottato nel 1929 che si basava sul concetto di civiltà contro il tribalismo. Le autorità coloniali portoghesi erano impegnate nello sviluppo di una società "civilizzata" multietnica nelle colonie, ma tale obiettivo sarebbe stato raggiunto dopo un periodo di europeizzazione delle tribù native, politica già applicata nella colonia del Brasile. Sotto il regime portoghese dell'Estado Novo, guidato da António de Oliveira Salazar, l'Estatuto distinse i "colonizzatori", soggetti al diritto portoghese e dotati dei diritti e doveri della metropoli dagli "indigeni", soggetti alla legislazione coloniale e alle leggi tribali. Tra i due gruppi erano situati gli assimilati, che comprendevano coloro che avevano ricevuto un'educazione formale, avevano accesso ad alcuni diritti, non erano sottoposti al lavoro forzato retribuito e possedevano una speciale carta di identità che differiva da quella imposta alla popolazione africana, che le autorità coloniali concepirono principalmente come mezzo per controllare il lavoro forzato. Gli indigeni erano soggetti alle autorità tradizionali, che venivano gradualmente integrate nell'amministrazione coloniale e incaricate di risolvere le controversie, gestire la terra, la forza lavoro e garantire il pagamento delle tasse. Il regime Indigenato era il sistema politico che subordinava la maggioranza dei nativi africani alle autorità locali, in collaborazione con il grado più basso dell'amministrazione coloniale, le comunità "native" che erano tribù delle quali si presumeva un'origine, lingua e cultura comune. Dopo la seconda guerra mondiale, mentre le ideologie comuniste e anticoloniali si diffondevano in tutta l'Africa, molti movimenti politici clandestini furono istituiti a sostegno dell'indipendenza. I movimenti anti-coloniali affermarono che le politiche e i piani di sviluppo erano stati progettati principalmente dalle autorità al potere a scapito dell'integrazione locale e allo sviluppo delle comunità native. Secondo le dichiarazioni ufficiali, ciò colpì la maggior parte della popolazione indigena che subì discriminazioni e un'enorme pressione sociale. Molti ritengono di aver ricevuto poche opportunità o risorse per migliorare le proprie capacità e la propria situazione economico-sociale in misura confrontabile a quella degli europei. Statisticamente i bianchi delle colonie portoghesi erano più ricchi della maggioranza indigena, ma dagli anni '50 agli anni '70 videro un graduale cambiamento basato su nuovi sviluppi socioeconomici e politiche di uguaglianza. 

Territori portoghesi d'oltremare in Africa durante l'Estado Novo (1933-1974): Angola e Mozambico erano di gran lunga i due più grandi

La guerra coloniale portoghese iniziò nell'Angola portoghese il 4 febbraio 1961, nella Zona Sublevada do Norte (Zona ribelle del Nord), comprendente le province Zaire, Uíge e Cuanza Norte. La ZRN sostenuta dagli USA voleva l'indipendenza, mentre i portoghesi, che governavano quei territori dal XV secolo, giustificarono la discesa in guerra con la difesa di un impero multirazziale per impedirne la dissoluzione e proteggere le sue popolazioni. I leader portoghesi, incluso António de Oliveira Salazar, difesero la politica del lusotropicalismo come modo per integrare le colonie con il Portogallo. Per il regime, l'impero coloniale era una questione di interesse nazionale. Nell'Africa portoghese, agli indigeni addestrati era permesso occupare posizioni in diverse professioni, inclusi l'esercito, l'amministrazione, l'insegnamento, la sanità e altri incarichi nel servizio civile e nelle imprese private, purché avessero opportune qualità tecniche e personali. Inoltre, i matrimoni misti di donne di colore con uomini portoghesi erano una pratica comune sin dai primi contatti con gli europei. L'accesso all'istruzione di base, secondaria e tecnica venne ampliato e la sua disponibilità fu sempre più aperta sia agli indigeni che ai coloni. Esempi di questa politica includono diversi africani che sarebbero diventati in seguito individui di spicco, che avevano studiato durante il dominio portoghese nelle scuole locali o persino in quelle portoghesi nella madrepatria (la metropoli), Samora Machel, Mário Pinto de Andrade, Marcelino dos Santos, Eduardo Mondlane, Agostinho Neto, Amílcar Cabral, Joaquim Chissano e Graça Machel sono solo alcuni esempi. All'inizio degli anni '60 furono fondate due grandi università statali nell'Africa portoghese (l'Universidade de Luanda in Angola e l'Universidade de Lourenço Marques in Mozambico, assegnando una vasta gamma di titoli dall'ingegneria alla medicina), mentre in Europa erano in funzione solo quattro università pubbliche, due delle quali a Lisbona (che si confronta con le 14 università pubbliche portoghesi di oggi). Diverse figure della società portoghese, tra cui una delle star dello sport più idolatrate nella storia del calcio portoghese, un giocatore di football dell'Africa orientale portoghese di nome Eusebio, furono un altro esempio di assimilazione e multirazzismo. Dal 1961, con l'inizio delle guerre coloniali nei suoi territori d'oltremare, il Portogallo aveva iniziato a incorporare gli africani portoghesi nello sforzo bellico in Angola, Guinea e il Mozambico basati su concetti di multi-razzialismo e conservazione dell'impero. La partecipazione africana al conflitto variava da ruoli marginali come operai e informatori alla partecipazione a unità operative di combattimento altamente addestrate, inclusi comandanti di plotone. Con il progredire della guerra, le truppe africane aumentarono; alla vigilia del colpo di stato militare del 25 aprile 1974, gli africani rappresentavano oltre il 50% delle forze portoghesi che combattevano la guerra. A causa del divario tecnologico tra le civiltà e la lunga durata della colonizzazione, il Portogallo fu una forza trainante nello sviluppo e nella formazione di tutta l'Africa portoghese dal XV secolo. Negli anni '60 e all'inizio degli anni '70, per contrastare la crescente insurrezione dei guerriglieri nazionalistici e mostrare al popolo portoghese e al mondo intero che i territori d'oltremare erano totalmente sotto controllo, il governo portoghese accelerò i suoi principali programmi di sviluppo per espandere e migliorare le infrastrutture dei territori d'oltremare in Africa creando nuove strade, ferrovie, ponti, dighe, sistemi di irrigazione, scuole e ospedali per stimolare un livello ancora più alto di crescita economica e sostegno da parte della popolazione. Nell'ambito di questo programma di riqualificazione, la costruzione della diga di Cahora Bassa iniziò nel 1969 nella provincia d'oltremare del Mozambico (la designazione ufficiale del Mozambico portoghese da allora). Questo particolare progetto fu intrinsecamente collegato alle preoccupazioni del Portogallo per la sicurezza nelle colonie d'oltremare. Il governo portoghese considerava la costruzione della diga come testimonianza della "missione civilizzatrice" del Portogallo e prevedeva che ribadisse la convinzione del Mozambico nella forza e nella sicurezza del governo coloniale portoghese.

#### Colonia del Brasile

Mappa portoghese di Lopo Homem (c.1519) che mostra la costa del Brasile e le navi portoghesi che estraggono legno proveniente da quel territorio

Quando gli esploratori portoghesi arrivarono nel 1500, gli amerindi erano per lo più tribù semi-nomadi, con la maggioranza della popolazione che viveva lungo la costa e lungo le rive dei principali fiumi. A differenza di Cristoforo Colombo che pensava di aver raggiunto l'India, il marinaio portoghese Vasco da Gama aveva già raggiunto l'India circumnavigando l'Africa due anni prima che Pedro Álvares Cabral raggiungesse il Brasile. Tuttavia, la parola indios ("indiani") era ormai stabilita per designare i popoli del Nuovo Mondo e rimase tale (è usata fino ad oggi in lingua portoghese, il popolo indiano viene chiamato indianos). 
Inizialmente, gli europei vedevano gli indigeni come nobili selvaggi e la mescolanza razziale cominciò subito. La guerra tribale e il cannibalismo convinsero i portoghesi di dover "civilizzare" gli amerindi, anche se uno dei quattro gruppi di persone dell'Aché in Paraguay praticò regolarmente il cannibalismo fino agli anni '60. Quando gli esploratori del Regno di Portogallo scoprirono il Brasile nel XV secolo e iniziarono a colonizzare i nuovi possedimenti nel Nuovo Mondo, il territorio era abitato da varie popolazioni indigene e tribù che non avevano sviluppato né un sistema di scrittura né istruzione scolastica. 
La Compagnia di Gesù fu sin dai suoi inizi nel 1540 un ordine missionario. L'evangelizzazione era uno degli obiettivi principali dei gesuiti, ma erano anche impegnati nell'insegnamento e nell'educazione, sia in Europa che all'estero. Le loro attività missionarie, sia nelle città che nelle campagne, erano integrate da un forte impegno per l'educazione. Ciò permise l'apertura di scuole per ragazzi, prima in Europa, e poi in America e in Asia. La fondazione di missioni, scuole e seminari cattolici fu un'altra conseguenza del coinvolgimento dei gesuiti nell'istruzione. Poiché gli spazi e le culture in cui erano presenti i Gesuiti variavano considerevolmente, i loro metodi di evangelizzazione erano spesso diversi da un luogo all'altro. Tuttavia, l'impegno della società nel commercio, nell'architettura, nella scienza, nella letteratura, nelle lingue, nelle arti, nella musica e nel dibattito religioso corrispondeva, di fatto, allo stesso scopo della cristianizzazione. A metà del XVI secolo i gesuiti erano presenti in Africa occidentale, Sud America, Etiopia, India, Cina e Giappone. In un periodo storico in cui il mondo aveva una popolazione in gran parte analfabeta, l'Impero portoghese ospitava una delle prime università fondate in Europa, l'Università di Coimbra, che attualmente è ancora una delle università più antiche. Durante i secoli del dominio portoghese, gli studenti brasiliani, per lo più diplomati nelle missioni e nei seminari gesuiti, furono autorizzati e addirittura incoraggiati a iscriversi all'istruzione superiore nel Portogallo continentale. Nel 1700, riflettendo una più grande trasformazione dell'Impero portoghese, i gesuiti avevano spostato le proprie attività dalle Indie orientali al Brasile. Alla fine del XVIII secolo, il ministro portoghese del regno, il Marchese di Pombal attaccò il potere della nobiltà privilegiata e della Chiesa, espellendo i gesuiti dal Portogallo e dai suoi possedimenti d'oltremare, sequestrò le scuole della compagnia e introdusse riforme educative in tutto l'impero. 
Nel 1772, prima della fondazione dell'Accademia delle Scienze di Lisbona (1779), fu fondata a Rio de Janeiro una delle prime società erudite sia del Brasile che dell'Impero portoghese: fu la Sociedade Scientifica. Inoltre, nel 1797, fu fondato il primo istituto botanico a Salvador, Bahia. Alla fine del XVIII secolo, l'Escola Politécnica (allora Real Academia de Artilharia, Fortificação e Desenho) di Rio de Janeiro fu creata nel 1792 con un decreto emesso dalle autorità portoghesi come scuola di istruzione superiore per l'insegnamento delle scienze e dell'ingegneria. Al giorno d'oggi appartiene all'Universidade Federal do Rio de Janeiro ed è la più antica scuola di ingegneria del Brasile e una delle più antiche dell'America Latina. Una lettera reale del 20 novembre 1800 del re Giovanni VI del Portogallo istituì a Rio de Janeiro l'Aula Prática de Desenho e Figura, la prima istituzione in Brasile dedicata all'insegnamento delle arti. Durante il periodo coloniale, le arti erano principalmente religiose o utilitarie e venivano apprese in un sistema di apprendistato. Un decreto del 12 agosto 1816 creò una Escola Real de Ciências, Artes e Ofícios (Scuola reale di scienze, arti e mestieri), che istituì un'istruzione ufficiale nelle belle arti e fu la base dell'attuale Escola Nacional de Belas Artes.
Nel XIX secolo la famiglia reale portoghese, guidata dal sovrano, arrivò a Rio de Janeiro fuggendo dall'invasione dell'esercito napleonico del Portogallo nel 1807. D. João VI diede slancio all'espansione della civiltà europea in Brasile. Tra il 1808 e il 1810, il governo portoghese fondò la Royal Naval Academy e la Royal Military Academy, la Biblioteca Nacional, il Giardino Botanico di Rio de Janeiro, la Scuola Medico-Chirurgica di Bahia, attualmente nota come Faculdade de Medicina sotto il porto della Universidade Federal da Bahia e la Scuola Medico-Chirurgica di Rio de Janeiro, che è la moderna Faculdade de Medicina della Universidade Federal do Rio de Janeiro.

### Colonialismo cileno
Anche le élite del XIX secolo delle repubbliche sudamericane usarono una retorica di missione civilizzatrice per giustificare le azioni armate contro i gruppi indigeni. Il 1º gennaio 1883, il Cile rifondò la vecchia città di Villarrica, ponendo così fine al processo di occupazione delle terre indigene dell'Araucanía. Sei mesi dopo, il 1º giugno, il presidente Domingo Santa María dichiarò: 
 Il paese ha risolto con soddisfazione il problema dell'Araucanía. Questo evento, così importante per la nostra vita sociale e politica, e così significativo per il futuro della repubblica, si è concluso, felicemente e con sacrifici costosi e dolorosi. Oggi l'intera Araucanía è soggiogata, più che alle forze materiali, alla forza morale e civilizzatrice della nostra repubblica. 

### Colonialismo italiano
Il fascismo giustificò il colonialismo e la guerra d'Etiopia con la missione civilizzatrice di Roma e con l'abolizione della schiavitù vigente nel paese africano. La retorica civilizzatrice è presente anche nella cultura popolare dell'epoca, ad esempio nella canzone Faccetta nera.